# Nowy Dwór Wejherowski
Nowy Dwór Wejherowski (dodatkowa nazwa w j. kaszub. Nowi Dwór Wejrowsczi) – wieś kaszubska w Polsce położona w województwie pomorskim, w powiecie wejherowskim, w gminie Wejherowo na obszarze Trójmiejskiego Parku Krajobrazowego przy drodze wojewódzkiej nr 218.
W latach 1954–1961 wieś była siedzibą gromady Nowy Dwór Wejherowski, po jej zniesieniu w gromadzie Wejherowo. W latach 1975–1998 miejscowość administracyjnie należała do województwa gdańskiego.
Miejscowość jest siedzibą parafii rzymskokatolickiej, należącej do dekanatu Wejherowo w archidiecezji gdańskiej
Podczas zaboru pruskiego wieś nosiła nazwę niemiecką Neuhof.
Ludność miejscowości w latach:
- 1910 – 65 mieszkańców[4]
- 2006 – 432 mieszkańców
- 2011 – 494 mieszkańców
- 2012 – 512 mieszkańców
- 2014 – 547 mieszkańców
- 2022 – 695 mieszkańców[5]